# Wrapped in Red
Wrapped in Red is het zesde studioalbum en eerste kerstalbum van de Amerikaanse zangers Kelly Clarkson uitgebracht op 25 oktober 2013 door RCA Records. Wrapped in Red bevat 16 kerstnummers waarvan vijf originele nummers, geschreven door Clarkson en Greg Kurstin, en 11 cover versies van bestaande traditionele kerstnummers. Twee daarvan zijn duetten met Ronnie Dunn, Reba McEntire en Trisha Yearwood.
Clarkson had al lang de behoefte om een kerstalbum te maken, en gaf in 2013 Greg Kurstin de opdracht om het album voor haar te produceren. Geïnspireerd door de soundtracks van A Charlie Brown Christmas en White Christmas, evenals de kerstalbums van Mariah Carey, Reba McEntire en Phil Spector, experimenteerden ze met verschillende stijlen en geluiden met behulp van de beroemde Wall of Sound-techniek van Spector om een eigentijds kerstthema aan de klassieke nummers te geven. De kerstmuziek van Wrapped in Red omvat een verscheidenheid aan genres, zoals pop, jazz, country en soul, waarmee ze afwijken van het poprockgeluid van Clarksons vorige studioalbums, terwijl de teksten de kleur rood als thema hebben wat een overvloed aan emoties vertegenwoordigt tijdens de feestdagen.
Wrapped in Red debuteerde op de Billboard 200-hitlijst op nummer 3 en stond bovenaan de Billboard Top Holiday Albums-hitlijst met 70.000 verkochte exemplaren in de eerste week van release. Negen opeenvolgende weken bleef Wrapped in Red in de top tien van beide hitlijsten en werd platina gecertificeerd door de Recording Industry Association of America en Music Canada. Tegen het einde van 2013 werd het de best verkochte kerstrelease van het jaar in de Verenigde Staten en de op een na best verkochte kerstrelease in Canada. De eerste single, "Underneath the Tree", werd een internationale top veertig kersthit en was het meest gespeelde nieuwe kerstlied van 2013 op de radio. In Nederland kwam het album op plek 71 van de Album Top 100. Ter promotie van Wrapped in Red verscheen Clarkson in rode jurken op verschillende televisie-optredens en filmde ze een televisiespecial; Kelly Clarkson's Cautionary Christmas Music Tale. In 2014 bracht Clarkson het titelnummer uit als tweede single.

## Tracklist
| Nr. | Titel                                                    | Duur |
| --- | -------------------------------------------------------- | ---- |
| 1.  | "Wrapped in Red"                                         | 3:36 |
| 2.  | "Underneath the Tree"                                    | 3:49 |
| 3.  | "Have Yourself a Merry Little Christmas"                 | 3:39 |
| 4.  | "Run Run Rudolph"                                        | 2:27 |
| 5.  | "Please Come Home for Christmas (Bells Will Be Ringing)" | 3:19 |
| 6.  | "Every Christmas"                                        | 3:46 |
| 7.  | "Blue Christmas"                                         | 2:52 |
| 8.  | "Baby, It's Cold Outside" (met Ronnie Dunn)              | 3:01 |
| 9.  | "Winter Dreams"                                          | 3:22 |
| 10. | "White Christmas"                                        | 3:02 |
| 11. | "My Favorite Things"                                     | 2:49 |
| 12. | "4 Carats"                                               | 3:28 |
| 13. | "Just for Now"                                           | 3:30 |
| 14. | "Silent Night" (met Reba McEntire en Trisha Yearwood)    | 4:09 |